# دوبیچانی
دوبیچانی (به مجاری:  Dubicsány) یک شهرداری در مجارستان است که در ناحیه پوتنوک واقع شده‌است. دوبیچانی ۱۳٫۰۰ کیلومتر مربع مساحت و ۳۲۸ نفر جمعیت دارد.